# Ulf Kristersson
Ulf Hjalmar Ed Kristersson (sinh ngày 29 tháng 12 năm 1963) là một chính trị gia người Thụy Điển giữ chức vụ thủ tướng Thụy Điển và là lãnh đạo của Đảng Ôn hòa. Ông là thành viên của Riksdag ở hạt Södermanland từ năm 2014 và trước đó là từ năm 1991 đến năm 2000 ở hạt Stockholm. Trước đây, ông từng là Bộ trưởng An sinh xã hội từ năm 2010 đến năm 2014 và Chủ tịch Liên đoàn Thanh niên ôn hòa từ năm 1988 đến năm 1992.
Vào ngày 11 tháng 12 năm 2014, ông được bổ nhiệm làm Bộ trưởng Bộ Tài chính chính phủ dự bị đảng Ôn hòa của phe đối lập và là người phát ngôn chính sách kinh tế. Vào ngày 1 tháng 9 năm 2017, Kristersson tuyên bố ông tranh cử cho lãnh đạo đảng Ôn hòa sau khi Anna Kinberg Batra từ chức. Kể từ cuộc tổng tuyển cử Thụy Điển năm 2018 và dưới sự lãnh đạo của ông, M đã mở cửa với Đảng Dân chủ Thụy Điển và đến cuối năm 2021 đã thành lập một liên minh cánh hữu không chính thức với họ và hai đảng trung hữu của Alliance bị giải thể. Trong cuộc tổng tuyển cử Thụy Điển năm 2022, khối đó đã giành được đa số trong Riksdag, dẫn đến việc Kristersson được bầu làm Thủ tướng vào ngày 17 tháng 10 sau khi ông được đảng Dân chủ hậu thuẫn.